# Païssii de Hilendar
Païssii de Hilendar (en bulgare : Паисий Хилендарски) est un homme d'église bulgare, moine du monastère de Hilandar du Mont-Athos et auteur de l’Histoire slavo-bulgare, un ouvrage historique qui joue un rôle majeur dans les débuts de la Renaissance nationale bulgare.

## Biographie
Païssi de Hilendar est né en 1722, dans l'éparchie de Samokov, probablement dans la ville de Bansko où vivait son père et où sont nés ses frères. En 1745, il entre au couvent et devient moine.

## Œuvre et conséquences
À la fin du XVIIIe siècle, après 400 ans de domination ottomane, les Bulgares, comme les autres peuples des Balkans, ne forment pas encore une nation au sens moderne du terme : conformément au statut de dhimmi de l'Empire ottoman qui regroupe tous les orthodoxes en une seule « nation », ils s'identifient davantage comme chrétiens orthodoxes que comme locuteurs du bulgare, et ignorent l'histoire de leur pays. Or Païssi, même s'il s'exprime parfaitement en grec, est de langue maternelle bulgare, et c'est dans les deux langues qu'il rédige entre 1760 et 1762 son Histoire du peuple, des tsars et des saints bulgares, publiée en 1762. Reproduite par des copistes bénévoles et souvent transmise par voie orale, elle ne sera imprimée qu'en 1844, sous le titre Livre des rois (il s'agit des anciens souverains du premier et du second empire de Bulgarie, ainsi que de leurs successeurs les tzars de Vidin et de Tarnovo).
Les motivations premières de l'auteur ne sont pas établies avec certitude, mais il est possible que l'idée lui soit venue à la suite de la lecture, dans la bibliothèque de son monastère, de deux chartes médiévales royales bulgares, la charte Virgino et la charte Oryahov, qui s'y trouvent toujours. Il s'agit, probablement, de coucher sur le papier la mémoire de ce peuple afin qu'elle ne soit pas définitivement perdue, ce qui va éveiller l'identité nationale des Bulgares restés chrétiens, un nombre non négligeable s'étant converti à l'islam (les Pomaks). Il appelle d'ailleurs au "réveil" des Bulgares, à la révolte contre l’occupant turc et à la méfiance contre les couches supérieures hellénisées de la population. Païssii appelle ses compatriotes : « Bulgare, connais ta race et ta langue ».
L'œuvre de Païssii de Hilendar entraine un réveil de la conscience nationale bulgare. La première manifestation visible aura lieu lors de la Guerre russo-turque de 1768-1774 : Korozine, un bulgare servant en tant que colonel dans l’armée russe, appelle au soulèvement de la population du nord de la Bulgarie. Celle-ci se mobilise et combat, sous les ordres d'Alexandre Souvorov, lors de la bataille de Kozloudouy. Le traité de Kaïnardja qui clôt la guerre, reconnaît à l’Empire russe un droit de protection sur les peuples chrétiens de l’Empire ottoman.
En 1794, Sofronii de Vratsa, évêque de Vratsa et disciple de Païssi de Hilendar, se fait le porteur de la cause bulgare et appelle ses compatriotes à rejoindre les haïdouks réfugiés dans les montagnes pour y mener une guérilla contre l’occupant turc.
Toutefois, ce mouvement n'aboutira qu'avec l'aide de la Russie et après la guerre russo-turque de 1877-1878 : les Bulgares accéderont à l'autonomie en 1878 puis à l'indépendance en 1908.

## Hommages
L'astéroïde (236785) Hilendarski porte son nom.
L'effigie de Païssii de Hilendar a été retenue pour la pièce de 2 euros bulgare.